# 格奥尔基·拉祖莫夫斯基
格奥尔基·彼得罗维奇·拉祖莫夫斯基（俄语：Георгий Петрович Разумовский；1936年1月19日—）苏共中央组织部副部长，苏共克拉斯诺达尔地区委员会第一书记，苏共中央政治局候补委员，俄罗斯驻上海总领事馆总领事。

## 生平
1958年，拉祖莫夫斯基毕业于库班农业研究所，曾担任农艺师；1990年至1992年担任苏联（俄罗斯）驻上海总领事。